# USS Hackleback (1943)
USS Hackleback was een Amerikaanse onderzeeboot die diende tijdens de Tweede Wereldoorlog. De boot is bekend geworden door het spotten van het legendarische Japanse slagschip Yamato, dat even later door informatie van Hackleback tot zinken gebracht werd door een Amerikaans vliegdekschip-eskader. De boot is genoemd naar de vissoort Scaphirhynchus platorynchus, die in het Engels hackleback heet.

## Ontwerp
De USS Hackleback behoorde tot de Balao-klasse-onderzeeboten, die ontworpen waren door kapitein Andrew McKee, toentertijd een leidende onderzeeërontwerper. De boot beschikte over vier dieselmotoren, die twee elektromotoren aandreven. Hiermee kon de boot een snelheid van 20,25 knopen onder water halen, 10 knopen boven water en een afstand afleggen van 20.000 km. De Hackleback was zwaar bewapend; het beschikte over tien torpedobuizen (zes voor en vier achter) en kon 24 torpedo's vervoeren. Ook waren de boten bewapend met één 127mm-kanon, wat belangrijk was omdat weinig vijandige schepen een torpedo waard waren. Verder beschikte het over 40- en 20mm-luchtafweergeschut.

## Dienstperiode
Eerste patrouille
Ondanks dat de Hackleback kort gediend heeft, heeft hij een sleutelrol gespeeld in een zeeslag in de Pacifische Oceaan. Hackleback is namelijk de boot die de legendarische Yamato spotte. Door informatie van Hackleback zijn het slagschip Yamato, de lichte kruiser Yahagi en twee torpedobootjagers tot zinken gebracht door een vliegdekschip-eskader. Zelf heeft hij ook proberen aan te vallen, maar hij werd verdreven door vijandige torpedobootjagers. Het zinken van de Yamato had een grote impact op de Japanse strijdkracht. Dit was eerder een morele impact dan een materiële, Yamato stond namelijk symbool voor de grote slagkracht van Japan en wat Japanners konden produceren als ze samenwerkten. De Hackleback heeft zijn patrouille vervolgd en twee Japanse jonken tot zinken gebracht met zijn dekkanon.
Tweede  patrouille
De taak van Hackleback tijdens zijn tweede patrouille was patrouilleren in de kustwateren van de Sakishima-eilanden en beschermen van een vliegdekschip-eskader dat bombardementen uitvoerde. Zelf heeft Hackleback ook deelgenomen aan bombardementen, op 7 juli 1944 vuurde de boot 73 127mm-granaten af op de kust van Shokoto Sho. Ook heeft de boot op 22 juni een neergeschoten piloot opgepikt, genaamd C. P. Smith.
Derde patrouille
Op weg voor zijn derde patrouille, kreeg Hackleback te horen dat de Tweede Wereldoorlog afgelopen was. Japan had zich overgegeven.

## Naoorlogse periode
Op 20 maart 1946 werd Hackleback ontmanteld en in reserve geplaatst op Mare Island. De boot is hierna niet meer in dienst gekomen. Op 4 december 1968 werd hij gesloopt door Zidell Explorations.